# Eusebius Alfred Nzigilwa
Eusebius Alfred Nzigilwa (* 14. August 1966 in Mwanza) ist ein tansanischer Geistlicher und römisch-katholischer Bischof von Mpanda.

## Leben
Der Erzbischof von Daressalam, Polycarp Pengo, weihte ihn am 23. Juni 1995 zum Priester.
Papst Benedikt XVI. ernannte ihn am 28. Januar 2010 zum Weihbischof in Daressalam und zum Titularbischof von Mozotcori. Der Erzbischof von Daressalam, Polycarp Kardinal Pengo, spendete ihm am 19. März desselben Jahres die Bischofsweihe; Mitkonsekratoren waren Jude Thadaeus Ruwa’ichi OFMCap, Bischof von Dodoma, und Almachius Vincent Rweyongeza, Bischof von Kayanga.
Am 13. Mai 2020 ernannte ihn Papst Franziskus zum Bischof von Mpanda. Die Amtseinführung erfolgte am 2. August desselben Jahres.